# Martians vs. Goblins
"Martians vs. Goblins" é o terceiro single do rapper Game para sei quarto álbum de estúdio The R.E.D. Album. A canção conta com as participações de Lil Wayne e Tyler, The Creator.

## Desempenho nas paradas musicais
| Paradas musicais (2011)            | Melhor posição |
| ---------------------------------- | -------------- |
| Estados Unidos - Billboard Hot 100 | 100            |